# Kasper Schmeichel
Kasper Peter Schmeichel (* 5. listopadu 1986 Kodaň) je dánský profesionální fotbalový brankář, který chytá za Skotský klub Celtic FC a za dánský národní tým.
V sezóně 2015/16 získal s Leicesterem City premiérový titul klubu v anglické nejvyšší lize. Dánský gólman strávil v Leicesteru jedenáct sezon a celkem za něj odchytal necelých 500 soutěžních zápasů.
Jeho otec Peter Schmeichel býval také fotbalovým brankářem a reprezentantem Dánska.

## Klubová kariéra
Schmeichel započal svoji profesionální kariéru v Manchesteru City, ale předtím, než debutoval v A-týmu, hostoval v Darlingtonu, Bury a Falkirku. Ačkoli získal Schmeichel si na začátku sezóny 2007/08 dres s číslem 1, příchodu Joea Harta vyústil v jeho odchod na další hostování, tentokrát do Cardiffu City. Při přestupu Irské reprezentační jedničky Shaya Givena v lednu 2009, Schmeichelovi ještě více klesla šance stát se jedničkou v City, a tak v srpnu 2009 mu bylo umožněn odchod do Notts County, které vedl bývalý trenér Manchesteru Sven-Göran Eriksson. S Magpies strávil pouze jednu sezónu, a přestože byla pro klub i samotného hráče velmi úspěšná, problémy ve finanční situaci klubu si vyžádaly jeho odchod a jeho smlouva byla po vzájemné dohodě ukončena. Do Leeds United přestoupil v květnu 2010, jeho působení v klubu však trvalo opět pouze jednu sezónu, před přestupem do Leicesteru City, kde opět působil Eriksson. Schmeichel odehrál za Leicester více než 300 soutěžních her. V sezóně 2013/14 postoupil s týmem do Premier League a v sezóně 2015/16, k velkému překvapení, dokázal s Leiceterem vybojovat titul i v nejvyšší soutěži.
Po konci sezóny 2019/20 Premier League byl Schmeichel jedním z hráčů, kteří na hřišti nechyběli ani minutu napříč všemi 38 zápasy.
V létě 2022 přestoupil Schmeichel do francouzského Nice. Klub zaplatil lehce přes jeden milion eur, severský brankář podepsal smlouvu na tři sezony.

## Reprezentační kariéra
Kvůli zranění Thomase Sørensena byl nominován na EURO 2012 v Polsku a na Ukrajině jako třetí brankář, na šampionátu nezasáhl do žádného zápasu.
V A-mužstvu dánské fotbalové reprezentace debutoval 6. února 2013 v přátelském utkání ve Skopje proti reprezentaci Makedonie (prohra 0:3).
15. října 2013 odehrál Schmeichel svůj vůbec profesionální první zápas v rodném Dánsku, když v posledním zápase kvalifikace na Mistrovství světa 2014 proti Maltě zvítězili 6:0. Ve skupině nakonec skončilo Dánsko na druhém místě, o šest bodů za Itálií, ale nekvalifikovalo se do play-off, protože získalo nejméně bodů ze všech druhých týmu v 9 skupinách.
5. března 2014 Schmeichel odehrál třetí zápas za Dánsko. Při přátelském zápase proti Anglii na stadionu ve Wembley sice prohráli, ale Schmeichel vytáhl řadu působivých zákroků, které zapůsobily na média a i na anglického trenéra Roye Hodgsona.
Schmeichel byl nominován na Mistrovství světa 2018, kde nastoupil ve všech třech utkání základní skupiny. Jeho čisté konto mu pomohlo k zisku ocenění pro Hráče zápasu. Díky tomuto zápasu vytvořil nový dánský rekord v minutách bez inkasování branky, čímž překonal rekord svého otce. Během osmifinálového utkání proti Chorvatsku byl Schmeichel opět jmenován hráčem zápasu po vychytání pokutového kopu Luky Modriće v prodloužení a dvou penaltách v následném penaltovém rozstřelu, ačkoli jeho protějšek Danijel Subašić v tomto rozstřelu chytil pokutové kopy tři, a tak pomohl vyřadit Dánsko z turnaje.

## Statistiky

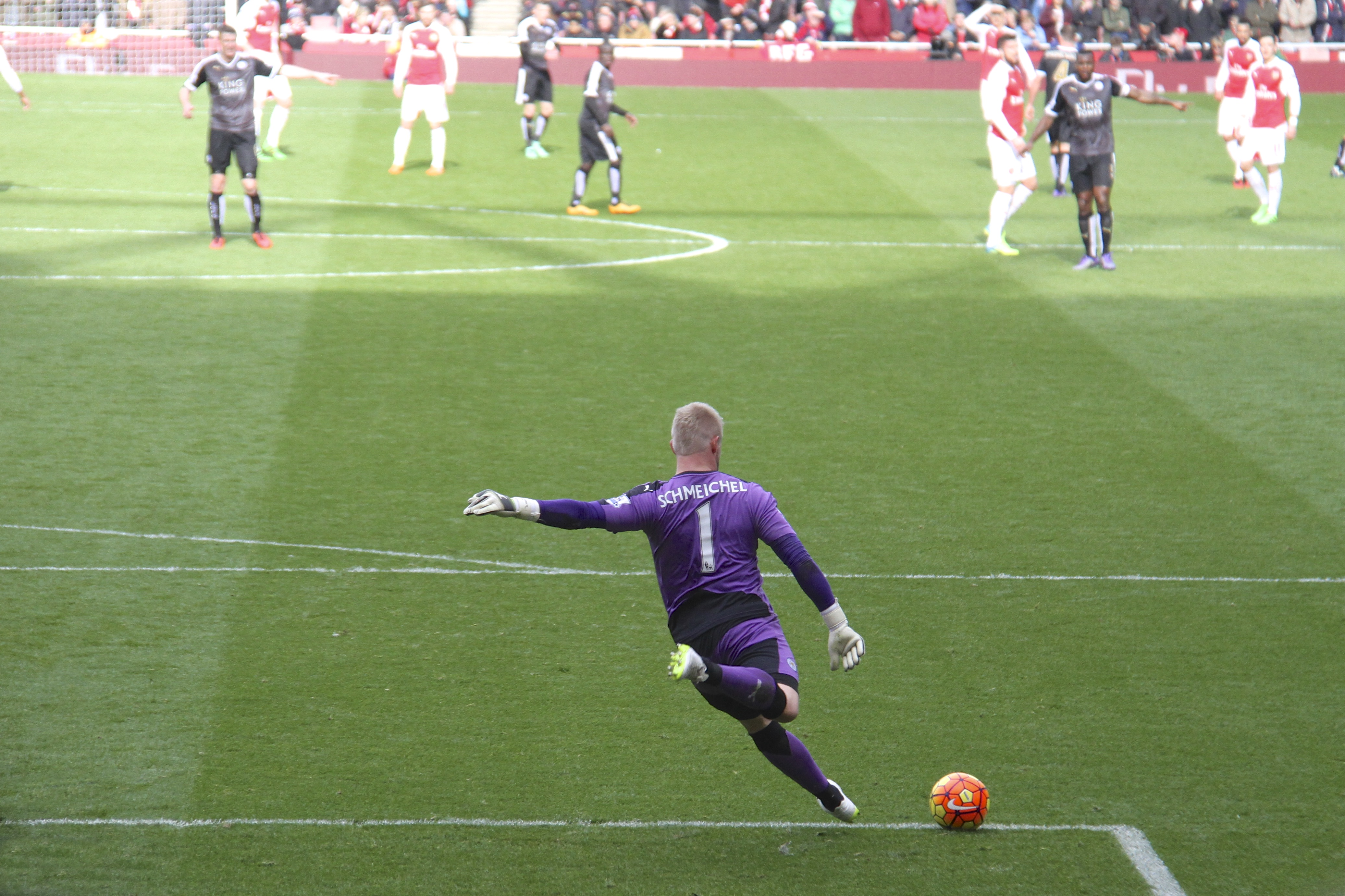
Schmeichel při zápasu Leicesteru City na Emirates Stadium (2016)

### Klubové
K 4. říjnu 2020
| Klubq                 | Sezóna  | Liga                 | Liga   | Liga | FA Cup | FA Cup | EFL Cup | EFL Cup | Ostatní | Ostatní | Celkem | Celkem |
| Klubq                 | Sezóna  | Liga                 | Zápasy | Góly | Zápasy | Góly   | Zápasy  | Góly    | Zápasy  | Góly    | Zápasy | Góly   |
| --------------------- | ------- | -------------------- | ------ | ---- | ------ | ------ | ------- | ------- | ------- | ------- | ------ | ------ |
| Manchester City       | 2005/06 | Premier League       | 0      | 0    | 0      | 0      | 0       | 0       | 0       | 0       | 0      | 0      |
| Manchester City       | 2006/07 | Premier League       | 0      | 0    | 0      | 0      | 0       | 0       | 0       | 0       | 0      | 0      |
| Manchester City       | 2007/08 | Premier League       | 7      | 0    | 0      | 0      | 0       | 0       | 0       | 0       | 7      | 0      |
| Manchester City       | 2008/09 | Premier League       | 1      | 0    | 0      | 0      | 1       | 0       | 1       | 0       | 3      | 0      |
| Manchester City       | Celkem  | Celkem               | 8      | 0    | 0      | 0      | 1       | 0       | 1       | 0       | 10     | 0      |
| Darlington (host.)    | 2005/06 | League Two           | 4      | 0    | 0      | 0      | 0       | 0       | 0       | 0       | 4      | 0      |
| Bury (host.)          | 2005/06 | League Two           | 15     | 0    | 0      | 0      | 0       | 0       | 0       | 0       | 15     | 0      |
| Bury (host.)          | 2006/07 | League Two           | 14     | 0    | 0      | 0      | 0       | 0       | 0       | 0       | 14     | 0      |
| Bury (host.)          | Celkem  | Celkem               | 29     | 0    | 0      | 0      | 0       | 0       | 0       | 0       | 29     | 0      |
| Falkirk (host.)       | 2006/07 | Scottish Premiership | 15     | 0    | 1      | 0      | 1       | 0       | 0       | 0       | 17     | 0      |
| Cardiff City (host.)  | 2007/08 | Championship         | 14     | 0    | 0      | 0      | 0       | 0       | 0       | 0       | 14     | 0      |
| Coventry City (host.) | 2007/08 | Championship         | 9      | 0    | 0      | 0      | 0       | 0       | 0       | 0       | 9      | 0      |
| Notts County          | 2009/10 | League Two           | 43     | 0    | 5      | 0      | 0       | 0       | 1       | 0       | 49     | 0      |
| Leeds United          | 2010/11 | Championship         | 37     | 0    | 2      | 0      | 1       | 0       | 0       | 0       | 40     | 0      |
| Leicester City        | 2011/12 | Championship         | 46     | 0    | 5      | 0      | 1       | 0       | 0       | 0       | 52     | 0      |
| Leicester City        | 2012/13 | Championship         | 46     | 0    | 3      | 0      | 2       | 0       | 2       | 0       | 53     | 0      |
| Leicester City        | 2013/14 | Championship         | 46     | 0    | 1      | 0      | 4       | 0       | 0       | 0       | 51     | 0      |
| Leicester City        | 2014/15 | Premier League       | 24     | 0    | 0      | 0      | 0       | 0       | 0       | 0       | 24     | 0      |
| Leicester City        | 2015/16 | Premier League       | 38     | 0    | 2      | 0      | 0       | 0       | 0       | 0       | 40     | 0      |
| Leicester City        | 2016/17 | Premier League       | 30     | 0    | 2      | 0      | 0       | 0       | 9       | 0       | 41     | 0      |
| Leicester City        | 2017/18 | Premier League       | 33     | 0    | 2      | 0      | 0       | 0       | 0       | 0       | 35     | 0      |
| Leicester City        | 2018/19 | Premier League       | 38     | 0    | 0      | 0      | 0       | 0       | 0       | 0       | 38     | 0      |
| Leicester City        | 2019/20 | Premier League       | 38     | 0    | 2      | 0      | 4       | 0       | 0       | 0       | 43     | 0      |
| Leicester City        | 2020/21 | Premier League       | 4      | 0    | 0      | 0      | 0       | 0       | 0       | 0       | 4      | 0      |
| Leicester City        | Celkem  | Celkem               | 343    | 0    | 17     | 0      | 11      | 0       | 11      | 0       | 382    | 0      |
| Celkem                | Celkem  | Celkem               | 502    | 0    | 25     | 0      | 14      | 0       | 13      | 0       | 554    | 0      |

Kolonka "ostatní" zahrnuje zápasy v EFL Trophy, play-off EFL Championship, Community Shield, Lize mistrů UEFA a Evropské lize UEFA.

### Reprezentační
K 14. říjnu 2020
| Dánsko | Dánsko | Dánsko |
| Rok    | Zápasy | Góly   |
| ------ | ------ | ------ |
| 2013   | 2      | 0      |
| 2014   | 7      | 0      |
| 2015   | 9      | 0      |
| 2016   | 6      | 0      |
| 2017   | 7      | 0      |
| 2018   | 12     | 0      |
| 2019   | 10     | 0      |
| 2020   | 5      | 0      |
| Celkem | 58     | 0      |